# (166) Rhodope
Pour les articles homonymes, voir Rhodope.
(166) Rhodope est un astéroïde de la ceinture principale découvert par Christian Peters le 15 août 1876.

## Occultation
Le 19 octobre 2005, (166) Rhodope a occulté la brillante étoile Régulus. L'événement, qui a duré deux secondes, était visible au Portugal, en Espagne, en Italie, en Grèce et en Turquie.